# Urraca van Castilië en León
Doña Urraca (Burgos, 10 april 1079 - Saldaña, 8 maart 1126) was koningin van Castilië en León van 1109 tot aan haar dood.
Haar ouders waren koning Alfonso VI van Castilië en zijn (tweede) echtgenote Constantia van Bourgondië. Reeds als kind was Urraca uitgehuwelijkt aan Raymond van Bourgondië, zoon van Willem I van Bourgondië, die overleed in september 1107. Zij had bij haar overleden echtgenoot twee kleine kinderen, de infanten Sancha (1095-1159) en Alfonso Raimúndez (1104-1157). Als jonge weduwe was Urraca nu vorstin van Galicië.
Nadat haar enige (half)broer Sancho Alfónsez in 1108 sneuvelde in de Slag bij Ucles, werd zij de erfgename van haar vaders koninkrijk. Koning Alfons VI zocht nu voor haar een nieuwe echtgenoot, en zijn keuze viel daarbij op Alfons I van Aragón. Het huwelijk werd ingezegend in 1109. Haar nieuwe echtgenoot stond bekend als een groot krijger: volgens zijn Moorse kroniekschrijver Ibn al-Athir beweerde hij ooit, dat een echte krijger in het gezelschap van mannen leeft, niet van vrouwen. Urraca verdacht hem ervan dat hij haar ontrouw was, en de onvruchtbaarheid van hun huwelijk dreef verder een wig tussen beide echtgenoten. Zij koos zich een minnaar, graaf Gómez González, het huwelijk liep op de klippen in 1111 en werd zelfs definitief ontbonden in 1114. Urraca hertrouwde nooit meer, al had zij verschillende minnaars.
De regering van koningin Urraca werd vertroebeld door de onenigheid tussen de machtige edellieden, maar vooral door de niet aflatende oorlog tegen haar echtgenoot, die haar erflanden bezet hield. Een andere doorn in haar vlees was haar zwager Hendrik (Enrique), de echtgenoot van haar halfzuster Teresa van León. Deze had zich aanvankelijk verbonden met haar ex-echtgenoot Alfons I van Aragón, maar aarzelde niet zijn bondgenoot te verraden toen er van Urracas hof een aantrekkelijker aanbod kwam. Nadat hij 1112 overleden was, bleef zijn Teresa met haar halfzuster ruziën over landeigendom. Met de steun van haar zoon, de latere Alfons (VII) Raimúndez slaagde Urraca erin het grootste gedeelte van haar erflanden te heroveren en nog vele jaren succesvol te regeren.
Volgens het Chronicon Compostellanum, overleed koningin Urraca in 1126 in het kraambed. De vader van het kind was haar minnaar, graaf Pedro González de Lara. Zij werd opgevolgd door haar wettelijke zoon, Alfons VII. Naast haar twee wettelijke kinderen uit haar huwelijk met Raymond van Bourgondië, had zij ook bij haar minnaar Pedro González de Lara een natuurlijke zoon, die de naam Fernando Perez Furtado droeg, en die zij in 1123 erkende.

## Voorouders
| Voorouders van Urraca van Castilië en León (1082-1126) | Voorouders van Urraca van Castilië en León (1082-1126)                 | Voorouders van Urraca van Castilië en León (1082-1126)                 | Voorouders van Urraca van Castilië en León (1082-1126)                 | Voorouders van Urraca van Castilië en León (1082-1126)                 | Voorouders van Urraca van Castilië en León (1082-1126)                    | Voorouders van Urraca van Castilië en León (1082-1126)                    | Voorouders van Urraca van Castilië en León (1082-1126)                 | Voorouders van Urraca van Castilië en León (1082-1126)                 |
| ------------------------------------------------------ | ---------------------------------------------------------------------- | ---------------------------------------------------------------------- | ---------------------------------------------------------------------- | ---------------------------------------------------------------------- | ------------------------------------------------------------------------- | ------------------------------------------------------------------------- | ---------------------------------------------------------------------- | ---------------------------------------------------------------------- |
| Overgrootouders                                        | Sancho III van Navarra (990-1035) ∞ Mayor van Castilië (995-1032)      | Sancho III van Navarra (990-1035) ∞ Mayor van Castilië (995-1032)      | Alfons V van León (994-1028) ∞ Elvira van Galicië (-1022)              | Alfons V van León (994-1028) ∞ Elvira van Galicië (-1022)              | Robert II van Frankrijk (972-1031) ∞ 1003 Constance van Arles (1086-1034) | Robert II van Frankrijk (972-1031) ∞ 1003 Constance van Arles (1086-1034) | Dalmas, heer van Sémur en van Aremburg (-) ∞ ? (-)                     | Dalmas, heer van Sémur en van Aremburg (-) ∞ ? (-)                     |
| Grootouders                                            | Ferdinand I van León (1016-1065) ∞ Sancha van León (1013-1067)         | Ferdinand I van León (1016-1065) ∞ Sancha van León (1013-1067)         | Ferdinand I van León (1016-1065) ∞ Sancha van León (1013-1067)         | Ferdinand I van León (1016-1065) ∞ Sancha van León (1013-1067)         | Robert I van Bourgondië (1011-1076) ∞ Helia van Sémur-Brionnais (-)       | Robert I van Bourgondië (1011-1076) ∞ Helia van Sémur-Brionnais (-)       | Robert I van Bourgondië (1011-1076) ∞ Helia van Sémur-Brionnais (-)    | Robert I van Bourgondië (1011-1076) ∞ Helia van Sémur-Brionnais (-)    |
| Ouders                                                 | Alfons VI van León (1040-1082) ∞ Constantia van Bourgondië (1046-1096) | Alfons VI van León (1040-1082) ∞ Constantia van Bourgondië (1046-1096) | Alfons VI van León (1040-1082) ∞ Constantia van Bourgondië (1046-1096) | Alfons VI van León (1040-1082) ∞ Constantia van Bourgondië (1046-1096) | Alfons VI van León (1040-1082) ∞ Constantia van Bourgondië (1046-1096)    | Alfons VI van León (1040-1082) ∞ Constantia van Bourgondië (1046-1096)    | Alfons VI van León (1040-1082) ∞ Constantia van Bourgondië (1046-1096) | Alfons VI van León (1040-1082) ∞ Constantia van Bourgondië (1046-1096) |